# Cucullia melli
Cucullia melli là một loài bướm đêm trong họ Noctuidae.